# N'Gouja
La plage de N'Gouja est une plage qui est située au sud-ouest de Mayotte dans la commune de Kani-Kéli.

## Description et caractéristiques
Elle figure parmi les plus belles et plus célèbres plages de Mayotte. Elle est composée de sable blond et bordée de baobabs et d'une végétation luxuriante ; le plus gros de ces baobabs serait âgé selon les scientifiques d'au moins plus de 330 ans. On y croise également des makis et de grosses roussettes. 
La plage de N’Gouja est la porte ouverte vers l’un des plus beaux et grand lagon du monde. En partant de la plage il est possible de rejoindre le récif frangeant (à quelques centaines de mètres) qui héberge une très grande variété de poissons (poissons limes, poissons coffres poissons ballons, poissons nasons, poissons trompettes et flutes, chirurgiens, demoiselles, girelle paon mais aussi barracudas et carangues). Le site accueille également quelques tortues imbriquées qui se font nettoyer par les poissons labres nettoyeurs. 
La plage est également le point de départ d’excursion en bateau et de sorties plongées dans le lagon et sur les Passes (avec le centre nautique, le Lagon Maoré).
Elle dispose d'un hôtel-restaurant « Ecolodge » Le Jardin Maoré et d'un centre nautique et de plongée sous-marine.

### Biodiversité terrestre
La biodiversité terrestre du site de N’Gouja est particulièrement riche. Il n’est pas rare de rencontrer de nombreux oiseaux dont le très coloré Souimanga, les sternes, des hérons et paille-en-queue, mais également des Courrol Malgache et le Bulbul. Plusieurs reptiles sont également présents, au-delà des tortues (geckos, scinques, etc), ainsi qu’une riche diversité d’insectes.
Aux côtés des baobabs centenaires, on retrouve une flore emblématique de Mayotte sur le site de N’Gouja : citronnelle, tamarin, manguier, combava, ylang-ylang, etc… D’arbres en arbre, les makis sautent pour le plus grand plaisir des visiteurs, qui se retiennent de nourrir ses animaux sauvages.
Dans le sable, des crabes fantômes creusent d’innombrables petits trous qui permettent d’aérer le sable et de faire respirer ce riche écosystème, essentiel à un grand panel d’espèce, et notamment les tortues marines.
La plage est particulièrement célèbre pour son importante population de tortues marines (essentiellement des tortues vertes), qu'il est possible d'observer à condition de respecter un protocole d'approche. Cette colonie de tortues est l'une des plus importantes de la région, et les scientifiques suggèrent que la présence d'un hôtel aurait un effet bénéfique, la sécurité de l'établissement empêchant à cet endroit le féroce braconnage qui sévit presque partout ailleurs sur l'île.

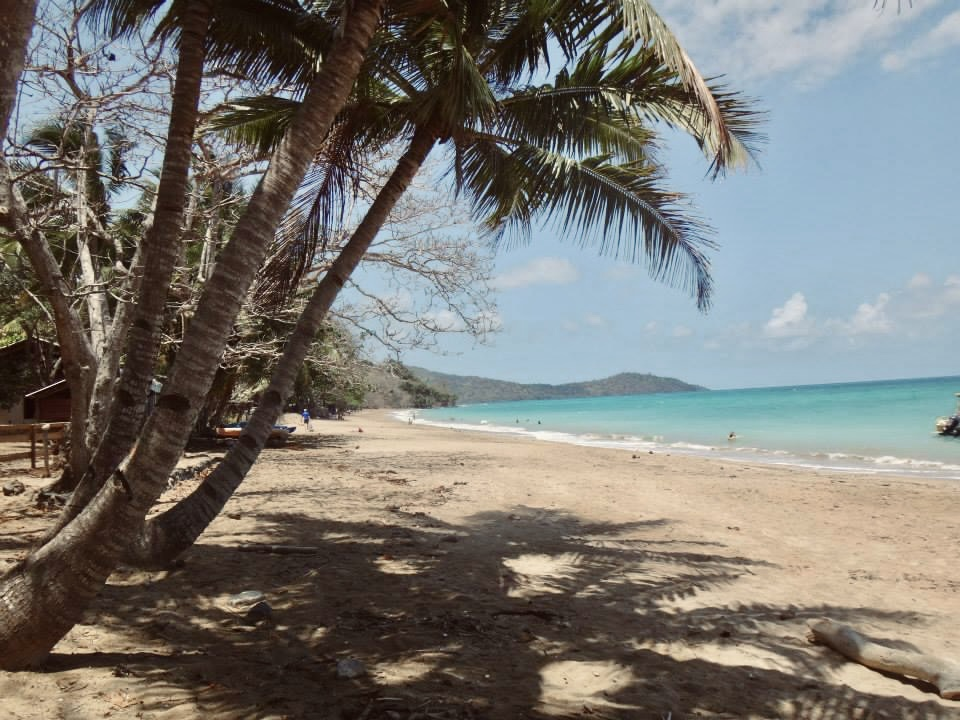
La plage.
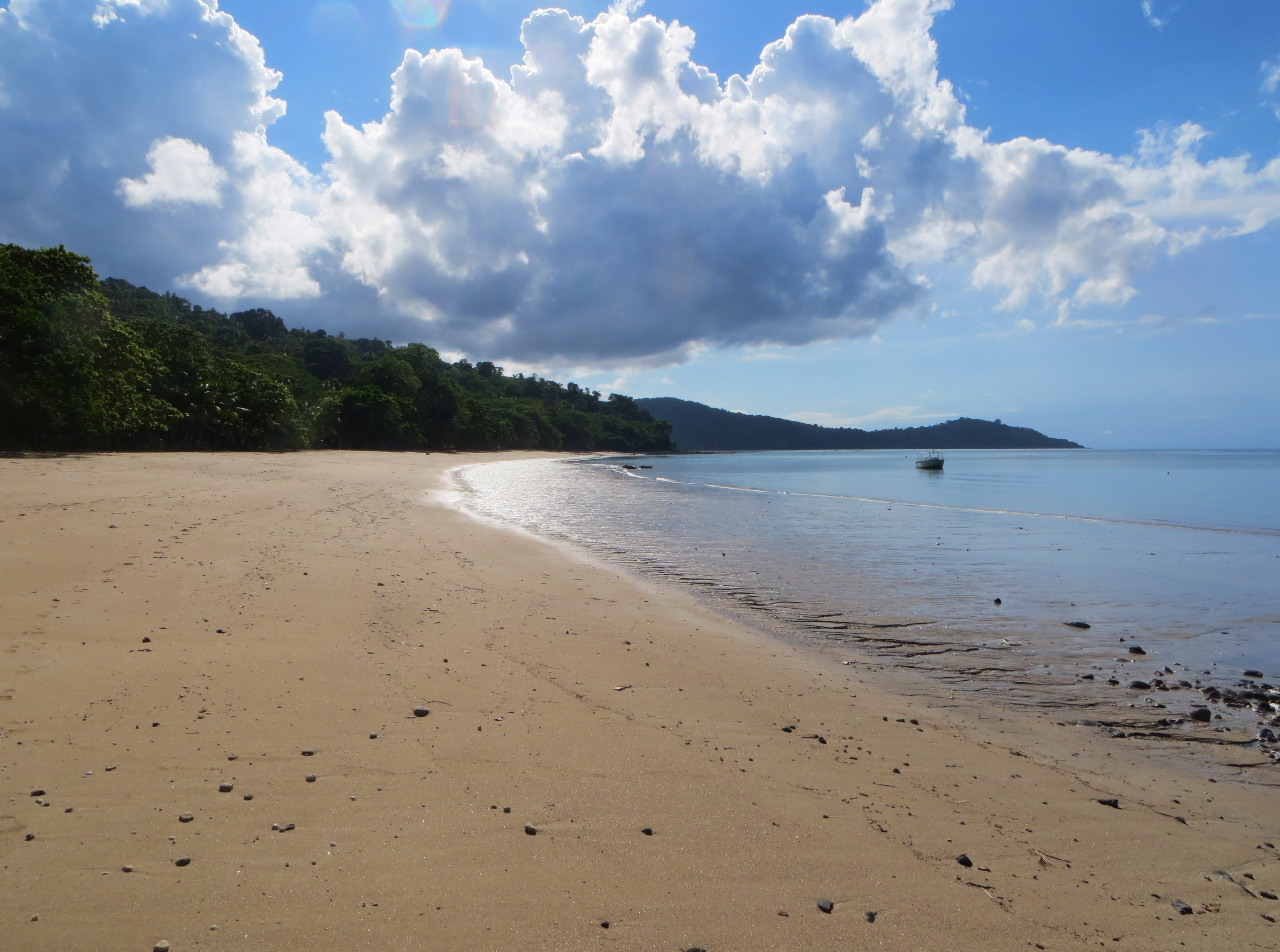
La plage de N'Gouja à marée basse.
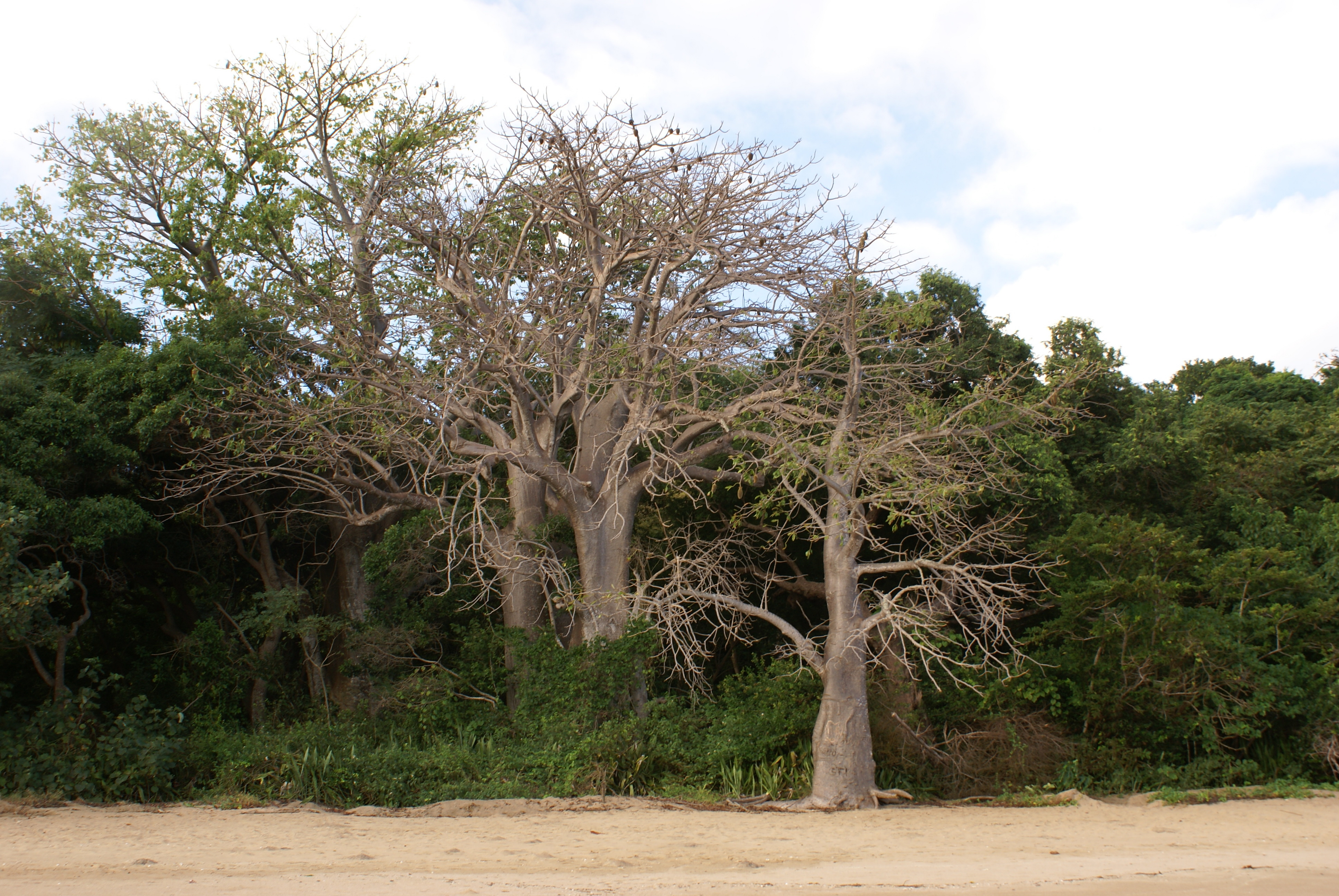
Baobabs durant l'hiver austral.
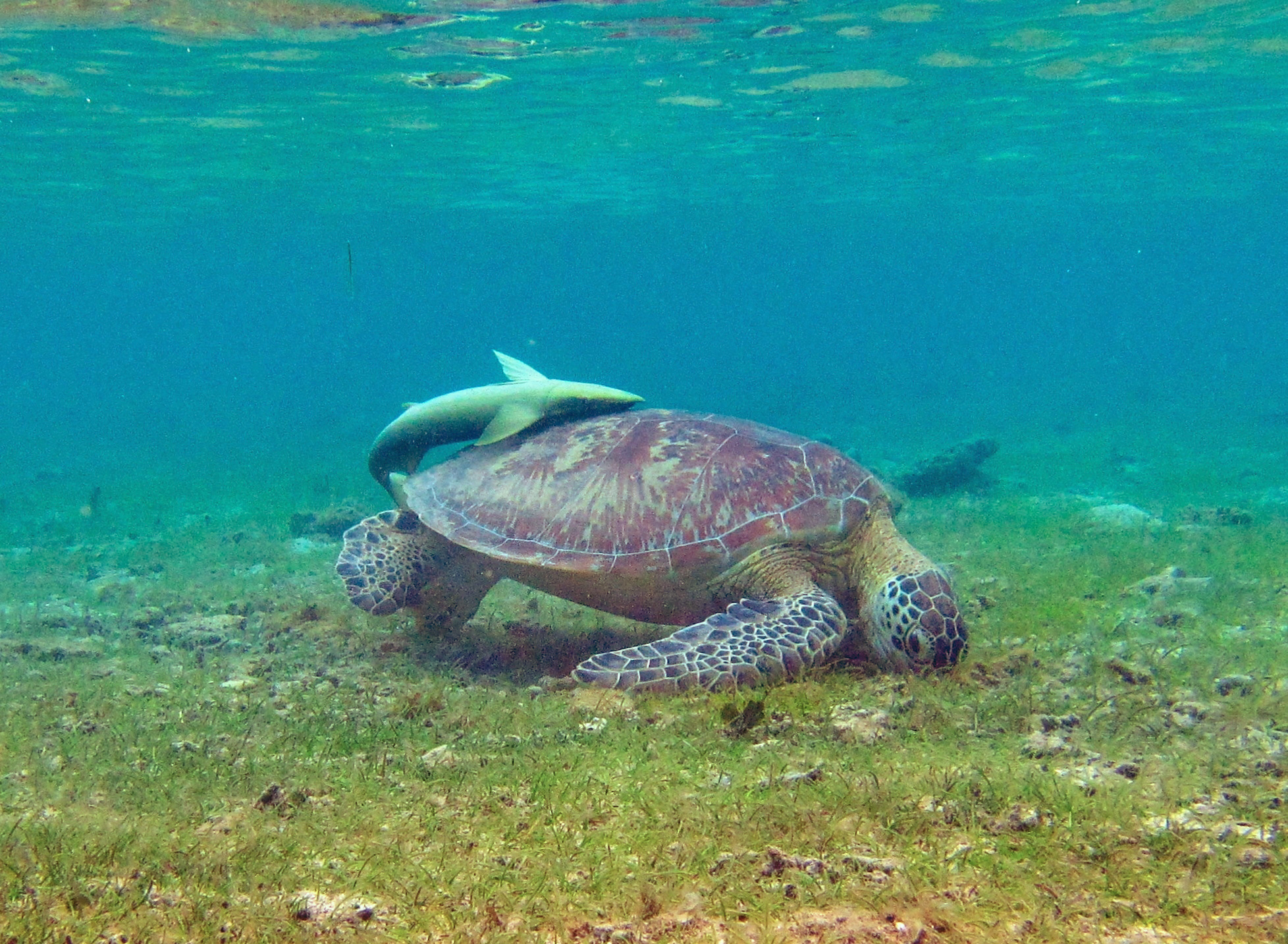
Tortue verte de Ngouja (espèce protégée).

## Protection
Ce site fragile est classé aire marine protégée en tant que « zone de protection du site naturel de N’Gouja » sous la responsabilité du Parc naturel marin de Mayotte. Certaines activités y sont donc réglementées, et toute action de pêche, de destruction ou de perturbation y est strictement interdite. Des sentiers sont mis en place pour progresser à marée basse sans endommager l'herbier marin, et les tortues font l'objet de précautions d'approche particulières. 

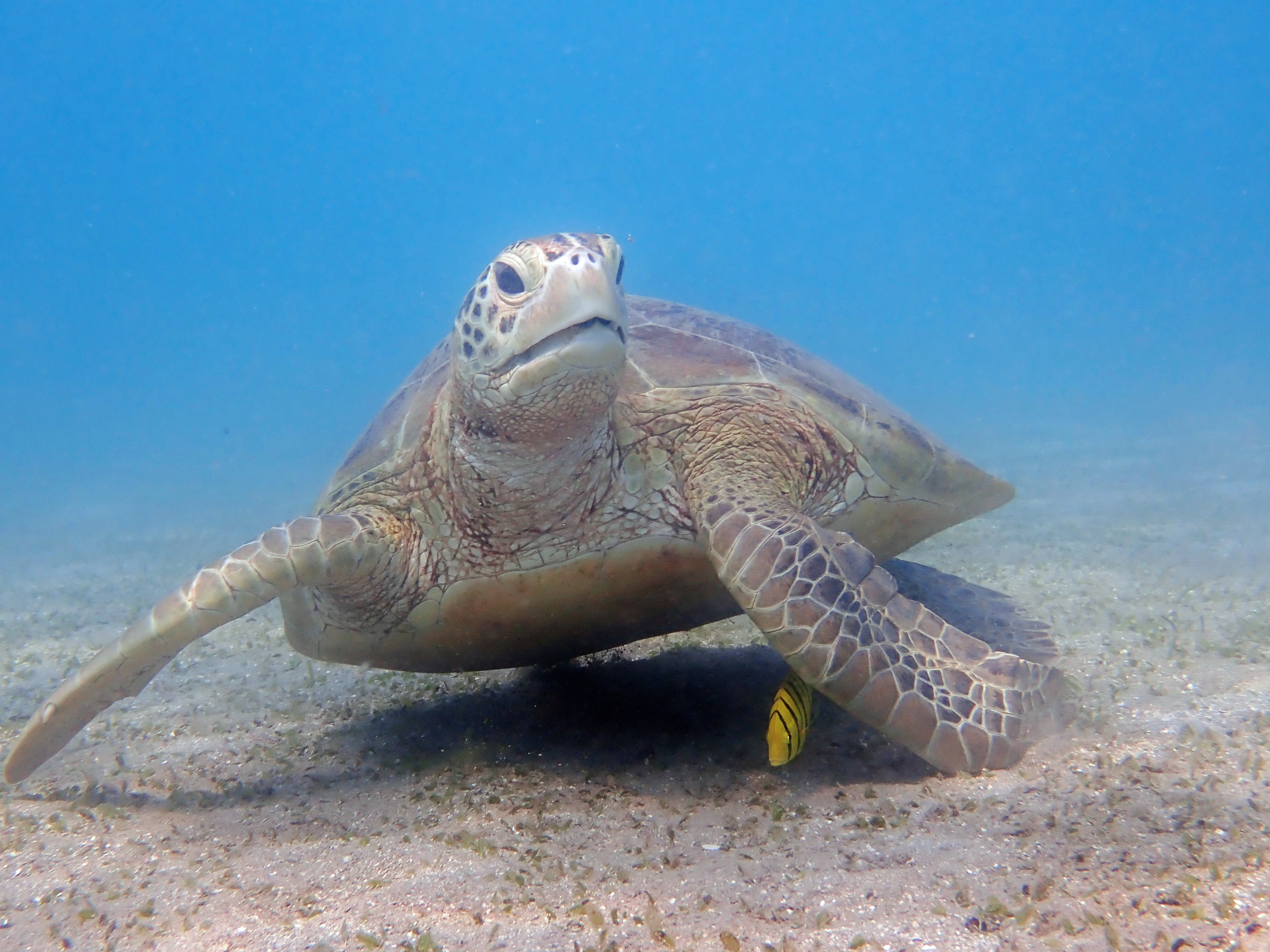
Une tortue verte (Chelonia mydas) en compagnie d'une carangue royale (Gnathanodon speciosus) dans l'herbier de N'Gouja.